# Rolf Grantsau
Rolf Karl-Heinz Grantsau, meist nur: Rolf Grantsau, (* 25. März 1928 in Kiel; † 25. Juni 2015 in São Paulo) war ein deutscher Biologe und insbesondere Ornithologe. 

## Leben und Wirken
Im Jahr 1957 heiratete Grantsau die zehn Jahre jüngere Ilse, mit der er die Kinder Marion Grantsau-Engelbrecht und Ingo Grantsau hatte.
Schon in früher Jugend interessierte Grantsau sich für die Natur und wildlebende Tiere. Nach dem Ende des Zweiten Weltkriegs arbeitete er zunächst am zoologischen Institut der Universität Kiel. Dort lernte er die Grundlagen der Taxidermie und der wissenschaftlichen Illustration. Zwar besuchte er auch die zoologischen Vorlesungen, konnte dort aber aufgrund seines fehlenden Abiturs keinen wissenschaftlichen Abschluss machen. An der Universität lerne er Maria und Hans-Wilhelm Koepcke kennen, die ihn später nach Peru zu Vogelstudien einluden. Wegen seiner Heirat verwarf er zunächst diese Pläne und begann einige Jahre später an der Vogelwarte Helgoland als Vogelberinger. Nach zweieinhalb Jahren auf Helgoland entschloss er sich, seinen Lebenstraum umzusetzen und entweder Paradiesvögel oder Kolibris in ihrem natürlichen Habitat zu studieren. Unter Erwin Stresemann erlernte er Ornithologie und so entschied er sich, seinem Studienkollegen Helmut Sick zu folgen und mit seiner Familie nach Brasilien zu migrieren.
Als er 1962 in São Paulo ankam, begann er sofort mit seinen taxonomischen Studien über die Kolibris. Sein Interesse für die Natur ging aber weit über Vögel hinaus. So studierte er auch die gesammelten Säugetiere, Reptilien, Insekten, Orchideen, fleischfressenden Pflanzen, Flechten usw. Privat arbeitete er für eine deutsche Autofabrik und seine Forschungen beschränkten sich auf seine Freizeit. Trotzdem gelang es ihm, viele Gegenden in Brasilien zu erkunden. In den 1980ern reiste er gleich zwei Mal zur Antarktis und schrieb an einem nicht publizierten Werk über die Fauna der Antarktis, das sich mit Krustentieren, Fischen und Vögeln beschäftigte. All seine Entdeckungen wurden von ihm illustriert und klassifiziert. Finanzielle Restriktionen verhinderten aber die Publikation des Werks. Weitere bisher nicht publizierte Werke wie Fledertiere Brasiliens oder Baumsteigerfrösche Brasiliens folgten. In seinen letzten Jahren arbeitete er an Büchern über Motten und einer neuen Monografie über Kolibris.
Zu seinen vier publizierten Hauptwerken gehören Die Kolibris Brasiliens aus dem Jahr 1989, Die Giftschlangen Brasiliens aus dem Jahr 1991, zwei Bände über Vögel, die unter dem Namen Guia Completo para Identificação das Aves do Brasil im Jahr 2010 erschienen, sowie As Serpentes Peçonhentas do Brasil, eine Erweiterung seines Giftschlangenbuchs, die im Jahr 2013 erschien. Die ersten beiden Bücher wurden sowohl auf Deutsch als auch auf Portugiesisch publiziert.
Seine Zeichnungen erschienen in vielen Fachzeitschriften und Büchern anderer Forscher. Grantsau unterstützte viele wissenschaftliche Institute wie z. B. das Museu de Zoologia da Universidade de São Paulo und das Instituto Butantan und half beim Aufbau des Museu de História Natural Cetrel in Bahia. Zudem war er Ehrenmitglied des Centro de Estudos Ornigológicos in São Paulo sowie des Comitê Brasileiro de Registros Ornitológicos.
Grantsau war sicherlich ein Naturforscher des alten Schlages, der wenig mit molekularer Genforschung anfangen konnte. Trotzdem sind seine Verdienste als klassischer Naturforscher für die Natur Brasiliens unbestritten.
Grantsau starb an den Folgen einer Kehlkopfkrebserkrankung.

## Erstbeschreibungen durch Rolf Grantsau
Grantsau hat einige Arten bzw. Unterarten, die neu für die Wissenschaft waren, beschrieben. Zu den Arten und Unterarten gehören chronologisch u. a.:

### Arten
- Kawallamazone (Amazona kawalli Grantsau & Camargo, 1989)

### Unterarten
- Grünmaskenkolibri (Augastes scutatus ilseae Grantsau, 1967)
- Rußschattenkolibri (Threnetes niger loehkeni Grantsau, 1969)
- Blauer Gabelschwanzkolibri (Eupetonema macroura cyanoviridis Grantsau, 1988)
- Weißkinn-Saphirkolibri (Hylocharis cyanus griseiventris Grantsau, 1988)
- Spiegelnachtschwalbe (Systellura longirostris pedrolimai (Grantsau, 2008))

Weitere Unterarten wurden von ihm beschrieben, die aber heute zumeist als Synonyme betrachtet werden.

## Dedikationsnamen
Der brasilianische Entomologe Ubirajara Ribeiro Martins (1932–2015) widmete ihm 1967 eine Käferart mit dem Namen Gnomidolon grantsaui. 2003 widmete ihm Fernando Rivadavia eine fleischfressende Pflanzenart unter dem Namen Drosera grantsaui. Im Jahr 2007 nannten Luiz Pedreira Gonzaga, Andre Moraes Pereira Carvalhaes und Dante Renato Corrêa Buzzetti ihm zu Ehren den Sincorá-Ameisenfänger Formicivora grantsaui.

## Publikationen (Auswahl)
- Sôbre o gênero Augastes, com a descrição de uma subespécie nova (Aves, Trochilidae). In: Papéis Avulsos de Zoologia, Museu de Zoologia da Universidade de São Paulo. Band 21, Nr. 3, 1967, S. 21–31.
- Die Wiederentdeckung der brasilianischen Kolibris Augastes scutatus und Augastes lumachellus. In: Journal of Ornithology. Band 109, Nr. 4, 1968, S. 434–437, doi:10.1007/BF01671577 (link.springer.com).
- Uma nova espécie de Phaethornis (Aves, Trochilidae). In: Papéis Avulsos de Zoologia, Museu de Zoologia da Universidade de São Paulo. Band 22, Nr. 7, 1969, S. 57–59.
- Uma nova especie de Threnetes (Aves, Trochilidae). In: Papéis Avulsos de Zoologia, Museu de Zoologia da Universidade de São Paulo. Band 22, Nr. 23, 1969, S. 245–247.
- Die Kolibris Brasiliens. Expressão e Cultura, Rio de Janeiro 1988, ISBN 978-85-208-0101-7.
- Os Beija Flores do Brasil. Expressão e Cultura, Rio de Janeiro 1988, ISBN 85-208-0100-5.
- As cobras venenosas do Brasil. Bandeirante, São Bernardo do Campo 1991, ISBN 85-7219-003-1.
- Die Giftschlangen Brasiliens. Bandeirante, São Bernardo do Campo 1991, ISBN 978-85-7219-005-3.
- mit Hélio Ferraz de Almeida Camargo: Nova especie de Amazona (Aves, Psittacidae). In: Revista Brasileira de Biologia. Band 49, Nr. 4, 1989, S. 1017–1020.
- Uma nova espécie de Caprimulgus longirostris (Aves, Caprimulgidae). In: Atualidades Ornitológicas. Nr. 145, 2008, S. 4–5 ([www.ao.com.br/download/ao145_4.pdf ao.com.br] [PDF; 130 kB]).
- mit  Haroldo Palo Jr.: Guia Completo para Identificação das Aves do Brasil (Aves Não Passeriformes). Band 1. Vento Verde, São Carlos, São Paulo 2010, ISBN 978-85-64060-00-5.
- mit  Haroldo Palo Jr.: Guia Completo para Identificação das Aves do Brasil (Aves Passeriformes). Band 2. Vento Verde, São Carlos, São Paulo 2010, ISBN 978-85-64060-00-5.
- mit  Haroldo Palo Jr.: As Serpentes Peçonhentas do Brasil. Vento Verde, São Carlos, São Paulo 2013, ISBN 978-85-64060-02-9.